# جانين هيلاند
جانين هيلاند هي لاعبة كرة قدم كندية، ولدت في 24 أبريل 1970.

## وصلات خارجية
- جانين هيلاند على موقع الاتحاد الدولي (مؤرشف)  (الإنجليزية)
- جانين هيلاند على موقع قاعدة بيانات كرة القدم.إي يو (الإنجليزية)